# Timbó
Timbó este un oraș în Santa Catarina (SC), Brazilia.